# NGC 3464
NGC 3464 (również PGC 32778 lub UGCA 222) – galaktyka spiralna z poprzeczką (SBc), znajdująca się w gwiazdozbiorze Hydry. Odkrył ją Ormond Stone 14 stycznia 1886 roku.
W galaktyce tej zaobserwowano supernowe SN 2002J, SN 2002hy i SN 2015H.